# Histriophoca
Histriophoca és un gènere de mamífers carnívors de la família de les foques (Phocidae). Conté una espècie vivent, la foca de bandes (H. fasciata), i una d'extinta, H. alekseevi, del Miocè mitjà de Moldàvia. Són el tàxon germà de la foca de Groenlàndia (Pagophilus). Reflecteixen una tendència evolutiva cap a una menor mida corporal en els focins d'aparició més recent. L'espècie prehistòrica és un xic més petita que la moderna en totes les seves dimensions.